# Cybiko
Cybiko – przenośna konsola gier wideo wydana przez Cybiko Inc. w maju 2000. Jest przeznaczona dla nastolatków. Cybiko mogą komunikować się między sobą bezprzewodowo, zasięg wynosi 300 metrów; konsola dysponuje także własnym systemem wiadomości tekstowych. Na Cybiko wydano ponad 430 oficjalnych, darmowych gier i aplikacji. Wyposażona jest w klawiaturę QWERTY, aby móc obsłużyć system wiadomości tekstowych, a także specjalny rysik ułatwiający pisanie. Do Cybiko wyprodukowano dodatek, który umożliwiał odczytywanie plików MP3 z kart pamięci.
Firma zatrzymała produkcję po kilku latach na rynku, po wydaniu dwóch wersji produktu. Pod koniec 2000 sprzedano ponad 500 000 sztuk Cybiko.

## Modele

### Cybiko
Stworzono dwie wersje Cybiko, obie wizualnie niemal się nie różniły, jedyną różnicą było to, że pierwsza z nich miała przełącznik zasilania na boku, podczas gdy zaktualizowana wersja nie miała tego przycisku i używała klawisza „Escape” do wyłączania i włączania konsoli. Wewnętrzne różnice między tymi dwoma wersjami były w pamięci i w firmware.
Cybiko używało procesora Hitachi H8S/2241, taktowanego zegarem o częstotliwości 11,0592 MHz, a także koprocesora Atmel AT90S2313, taktowanego zegarem o częstotliwości 4 MHz, aby zapewnić pełne wsparcie dla łączności radiowej. Konsola posiadała 512 kB pamięci flash i 256 kB RAM.
Cybiko był sprzedawany w pięciu kolorach: niebieskim, fioletowym, zielonym, białym i czarnym. Wszystkie warianty posiadały białą klawiaturę, oprócz czarnej, która posiadała żółtą.

### Cybiko Xtreme

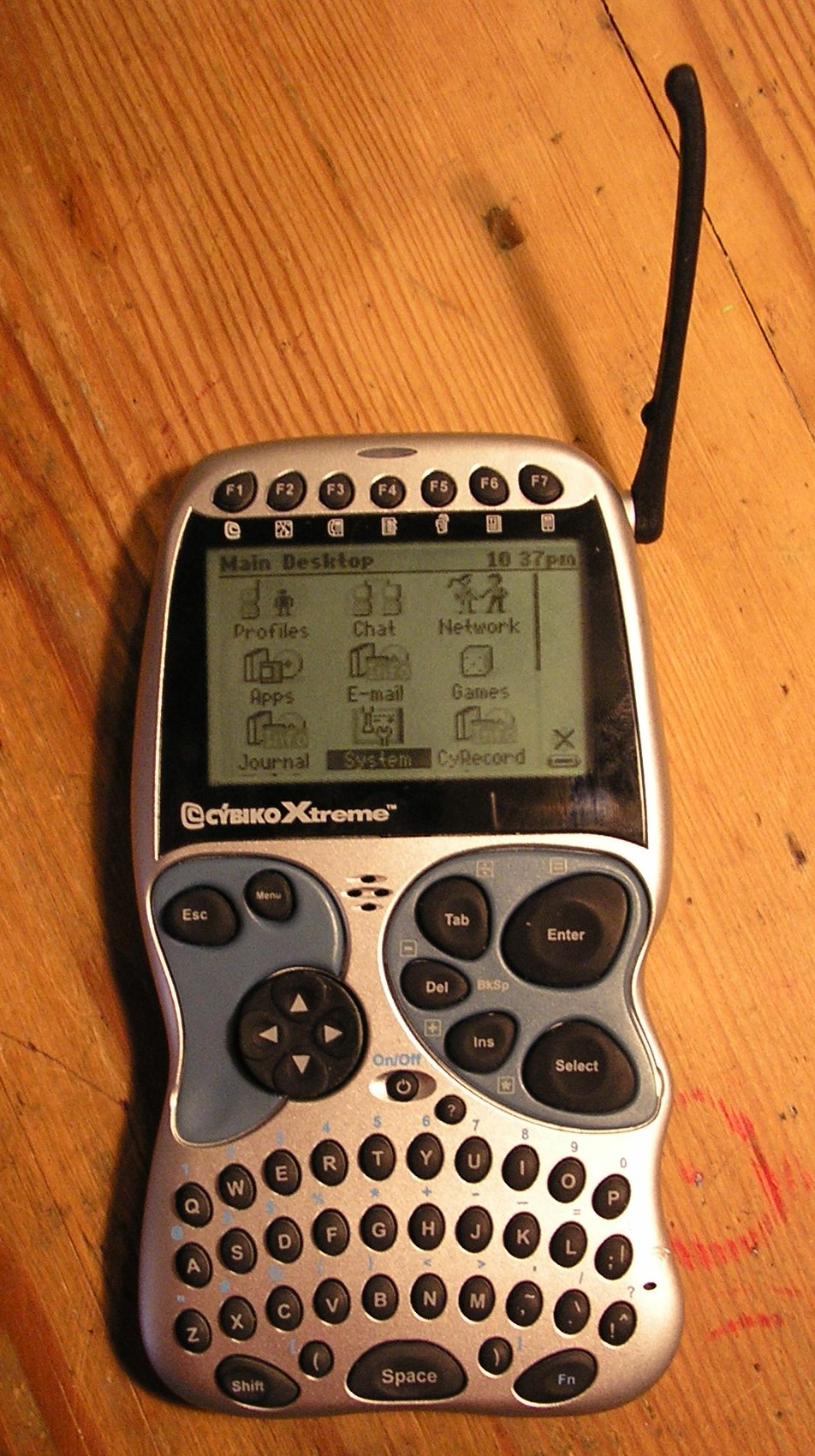
Cybiko Xtreme

Cybiko Xtreme była drugą generacją konsoli Cybiko. Ulepszono ją w stosunku do poprzedniej wersji, wyposażając ją w szybszy procesor, więcej pamięci RAM i ROM, nowy system operacyjny, nowy układ klawiatury, inną konstrukcję obudowy, większy zasięg sieci bezprzewodowej, mikrofon, lepsze wyjście audio i mniejszy rozmiar.
Cybiko Xtreme wyposażono w procesor Hitachi H8S/2323 18 MHz i – tak jak w wersji oryginalnej – koprocesor Atmel AT90S2313 4 MHz, aby zapewnić pełne wsparcie dla łączności radiowej. Konsola posiadała 512 kB ROM i 1,5 MB RAM.
Została wydana w dwóch wariantach: europejskim i północnoamerykańskim. Oba warianty różniły się jedynie zakresem częstotliwości, w których pracowały.

## Dodatki

### Odtwarzacz MP3
- Dla Cybiko – odtwarzacz MP3 dla klasycznego Cybiko podłącza się do dolnej części konsoli; używa on kart pamięci SmartMedia, do 64 MB. Odtwarzacz ma wbudowany kontroler.
- Dla Cybiko Xtreme – odtwarzacz MP3 podłącza się z tyłu Cybiko Xtreme; posiada slot na karty pamięci MMC i SD. Odtwarzacz MP3 może być sterowany tylko za pośrednictwem konsoli. Pamięć z odtwarzacza MP3 może być używana do przechowywania danych.

### Dodatkowe 1 MB RAM i flash
Dodatek wpina się do tylnej części Cybiko. Zapewnia dodatkowe 1 MB RAM i 1 MB pamięci flash. Pamięć RAM pozwala na uruchamianie bardziej zaawansowanych aplikacji wymagających większej ilości pamięci. Pamięć flash pozwala na przechowywanie większej ilości danych. Niektóre programy Cybiko wymagają tego dodatku do działania.